# Sharon Douglas
Sharon Douglas (Brandon, 9 febbraio 1960) è un'ex cestista canadese.

## Carriera
Con il Canada ha disputato i Campionati mondiali del 1979.